# Francesco Signore
Francesco Signore (1886 – Napoli, 29 novembre 1959) è stato un vulcanologo italiano.

## Biografia
Dopo aver ottenuto il dottorato in matematica e fisica, iniziò la sua carriera accademica nel 1914 come assistente all'“Istituto di Fisica Terrestre” di Napoli.
Dal 1915 al 1919 i suoi lavori scientifici furono interrotti dalla guerra, durante la quale servì il suo paese prima come osservatore in una sezione Aerostatica, poi come ufficiale nell'artiglieria da montagna. Fu decorato 4 volte durante la Campagna dei Balcani.
Ritornò quindi a Napoli, dove fu promosso assistente nel 1921 e collaborò con il Prof. Chistoni, il Prof. De Lorenzo e il Prof. Scacchi. Nel 1922-23 prese parte ad una campagna di misure di precisione nei Campi Flegrei.
A quel tempo il principe Ginori-Conti direttore del famoso stabilimento di Larderello, propose che investigasse le possibilità di utilizzo dei vapori vulcanici in quella regione.
Nel 1924 realizzò uno studio sulle stazioni sismologiche a Strasburgo, Bruxelles, Parigi e Zurigo. Nel 1927 fu nominato membro della Sezione Meteorologica del Consiglio Nazionale delle Ricerche e quindi del Comitato di Geodesia e Geofisica. Nel 1928 fu nominato assistente all'Osservatorio Vesuviano, dove fu tenuto in grande stima dal direttore A. Malladra, per la sua affidabilità ed efficienza nell'organizzare e portare a termine le ricerche.
Dal 1934 al 1956 fu sovraintendente alle lezioni di Vulcanologia alla facoltà di Scienze dell'Università di Napoli e contemporaneamente insegnò fisica e matematica ai licei. Fu segretario generale dell'Associazione Internazionale di Vulcanologia dal 1936 fino alla sua morte.
Sposò nel 1928 la dottoressa Livia Lollini che fu anche sua valida collaboratrice.
Le sue pubblicazioni hanno coperto un vasto campo in geofisica e meteorologia; redasse un grande numero di rapporti durante la sua attività nell'Associazione Internazionale di Vulcanologia , dell'Unione internazionale di geodesia e geofisica e nella ”Associazione italiana di Idroclimatologia, Talassologia e Terapia Tisica. Redasse inoltre un “Catalogo dei vulcani attivi”.